# Velika nagrada Švice 1975
Velika nagrada Švice 1975 je bila tretja in zadnja neprvenstvena dirka Formule 1 v sezoni 1975. Odvijala se je 24. avgusta 1975 na francoskem dirkališču Dijon-Prenois.

## Dirka
| Poz | Št | Dirkač             | Moštvo        | Krogi | Čas/Odstop | Št. m. |
| --- | -- | ------------------ | ------------- | ----- | ---------- | ------ |
| 1   | 11 | Clay Regazzoni     | Ferrari       | 60    | 1:01:25.34 | 3      |
| 2   | 4  | Patrick Depailler  | Tyrrell-Ford  | 60    | + 0:08.35  | 5      |
| 3   | 2  | Jochen Mass        | McLaren-Ford  | 60    | + 0:15.44  | 4      |
| 4   | 5  | Ronnie Peterson    | Lotus-Ford    | 60    | + 0:40.14  | 10     |
| 5   | 18 | John Watson        | Surtees-Ford  | 60    | + 0:45.55  | 6      |
| 6   | 8  | Carlos Pace        | Brabham-Ford  | 60    | + 0:45.90  | 7      |
| 7   | 16 | Tom Pryce          | Shadow-Ford   | 60    | + 0:46.26  | 8      |
| 8   | 24 | James Hunt         | Hesketh-Ford  | 59    | +1 krog    | 11     |
| 9   | ?  | Chris Amon         | Ensign-Ford   | 58    | +2 kroga   | 9      |
| 10  | ?  | Jacques Laffite    | Williams-Ford | 58    | +2 kroga   | 13     |
| 11  | ?  | Vittorio Brambilla | March-Ford    | 58    | +2 kroga   | 12     |
| 12  | ?  | Rolf Stommelen     | Hill-Ford     | 54    | +6 krogov  | 14     |
| 13  | ?  | Tony Trimmer       | Maki-Ford     | 54    | +6 krogov  | 16     |
| NC  | ?  | Jo Vonlanthen      | Williams-Ford | 51    | +9 krogov  | 15     |
| Ods | 17 | Jean-Pierre Jarier | Shadow-Ford   | 33    | Prenos     | 1      |
| Ods | 1  | Emerson Fittipaldi | McLaren-Ford  | 6     | Sklopka    | 2      |